# Bébé adopte un petit frère
Pour plus de détails, voir Fiche technique et Distribution.
Bébé fait son problème est un film muet français réalisé par Louis Feuillade et sorti en 1912.
Ce film fait partie de la série des Bébé.

## Fiche technique
- Titre : Bébé adopte un petit frère
- Réalisation : Louis Feuillade
- Scénario : Louis Feuillade
- Société de production : Société des Établissements L. Gaumont
- Pays d'origine :  France
- Langue : film muet avec les intertitres en français
- Format : Noir et blanc — 35 mm — 1,33:1 — Muet
- Métrage : 357 m
- Genre : Comédie
- Durée : 12 minutes
- Date de sortie : 
  - France : 2 août 1912

## Distribution
- René Dary : Bébé
- Renée Carl : la mère
- René Poyen : Bout-de-Zan
- Paul Manson
- Jeanne Saint-Bonnet